# الهلال الأحمر الأردني
الهلال الأحمر الأردني جمعية إنسانية أردنية تأسست في 27 ديسمبر 1947 وانضمت إلى الحركة الدولية للصليب الأحمر والهلال الأحمر عام 1950.

شعار الهلال الأحمر الأردني

- الرئيس الفخري: الملك عبد الله الثاني
- الرئيس العام: الدكتور محمد مطلق الحديد
- نائبه: المهندس عمر أحمد أبوقورة
- الأعضاء: الدكتور نايف الفايز، المهندس عيسى أيوب، السيد سليم خير، المهندس عبد الرحيم البقاعي، أ.د. سامي خصاونة، السيد محمد الجمل، السيدة ليلى طوقان، الدكتور محمد الخطيب.

## فروعه
- مادبا تأسس 1952
- البلقاء تأسس 1956
- العقبة تأسس، 1962
- إربد تأسس، 1962
- الكرك تأسس، 1962
- الطلبة تأسس، 1965
- معان تأسس، 1987
- المفرق تأسس، 1991
- مأدبا تأسس 1952
- عجلون تأسس 1994
- جرش، تأسس 2007

## وصلة خارجية
موقع الهلال الأحمرلا الأردني